# 上海市浦东新区人民医院
上海市浦东新区人民医院是位於中華人民共和國上海市浦東新區川沙鎮川环南路490号的一家三级乙等综合医院，位於浦東機場附近。醫院佔地面積45100平方米，總建築面積82850平方米。醫院始建於1942年（一說創建於1938年），當時為川沙診療所，位於川沙鎮北城壕路。1946年變更為川沙縣衛生院。1956年變更為川沙縣人民醫院。1987年，醫院異地重建，地址搬遷至川环南路490号。重建工程於1990年11月竣工。2010年底，醫院改擴建工程完工。2020年3月，医院获頒互联网医院牌照，成为浦东新区第一家互联网医院。2020年4月，医院由二級甲等醫院升級為三级乙等医院。

## 外部連結
- 官方网站